# Schio
Schio (prononcé « Skio ») est une ville italienne de la province de Vicence en Vénétie, et le berceau de l'industrie régionale (fin XVIIIe – XIXe siècle).

## Géographie
De par son extension territoriale, Schio occupe le 4e rang des communes de la province de Vicence. Ce bourg des Préalpes vicentines est situé à l'embouchure du Val Leogra, et est traversé par plusieurs torrents : le Leogra, le Timonchio, le Livergon près de Magrè, etc. Le centre-bourg de Schio, qui se trouve à une altitude de 200 m, est cerné par un cirque naturel qui, en isolant cette bourgade, a favorisé l'artisanat et la proto-industrie (spécialement la filature de la laine) comme moyen de subsistance. L'ancienne culture rurale, qui ne s'est pas encore totalement effacée de cette petite ville, est surtout marquée par l'esprit de clocher et les rivalités entre les populations des cols et de la montagne.
Le terroir se caractérise par la présence dans le sous-sol de nombreux minéraux exploités depuis la fin de l'Antiquité par l'homme, ce qui y a fixé une population sans cesse croissante, qui a amené la culture de nouveaux fruits, céréales et légumes.
La commune, qui s'étage entre 141 et 1 694 m d'altitude, peut être divisée en quatre territoires :
- sur les montagnes avoisinantes, au-delà de  1 000 m d'altitude, la flore est dominée par les conifères (pins, sapins et mélèzes). Le sommet du monte Novegno est couvert de pins des montagnes, de gentianes et de plusieurs autres espèces végétales. Le monte Summano, qui domine la ville, possède un patrimoine floral considéré comme unique en Europe, avec près de 1 000 espèces de plantes ; sur ce sommet très étroit on a retrouvé 7,5 % de toute la flore européenne, 15 % de toute la flore italienne et plus de 30 % de la flore de Vénétie, qui est elle-même une des plus variées d'Italie ;
- dans les prairies humides, on trouve encore des bois de hêtres ;
- les forêts mésophiles, entre 300 et 1 000 m d'altitude, dont le climat est plus rigoureux, forment des sols plus humides et riches en nutriments. Il n'est pas rare d'y contacter des chevreuils, des renards et quelques mammifères de plus petite taille ;
- en dessous de 500 m, c'est le domaine des végétaux thermophiles, où se développent des arbustes et de plantes de petite taille.

## Histoire

### Antiquité

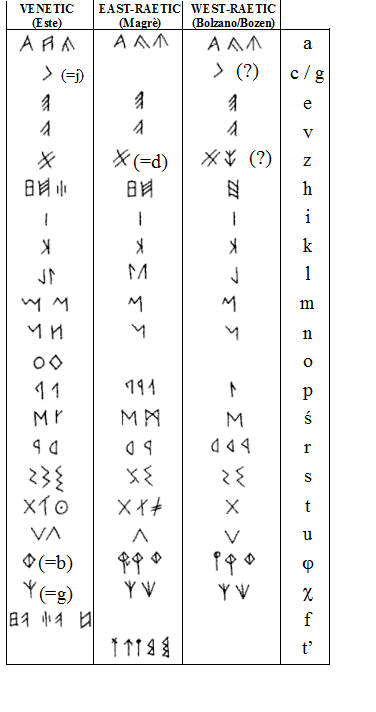
Comparaison des alphabets rhétique oriental (basé sur les vestiges de Magrè près de Schio), rhétique occidental (de Bolzano-Sanzeno) et vénète.

Bien que son nom soit relativement récent, Schio jouit d'une histoire déjà longue. Le premières traces de présence humaine dans cette région remontent à l'époque préhistorique et sont documentées par une longue série de découvertes archéologiques. Dans la zone dite du château de Schio, à la fin du XVIIIe siècle, Gaetano Maccà dit avoir lu l'inscription Ab euganeis constructum. Puis Alessio De Bon affirma l'existence d'une colonie de la culture d'Este durant l'âge du bronze et du fer, du XVIe siècle av. J.-C. au VIIIe siècle av. J.-C..
Au débouché du Val Leogra et non loin du Val d'Astico, Schio a toujours occupé une position stratégique : elle était une étape de la voie pré-romaine des Vénètes,.
Les Romains occupèrent la plaine vénète au IIe siècle av. J.-C. et y tracèrent plusieurs grandes routes, comme la via Postumia, qui rayonnaient depuis Vicence, et qui, à la sortie de la ville, suivaient le lit du torrent d'Orolo, au pied de la montagne. La région de Schio échappa à la centuriation, à l'exception d'une minuscule portion de territoire des environs de Giavenale.
La présence romaine est documentée par une pierre, et des objets en marbre et en bronze retrouvés près de San Martino. Entre Schio et Santorso, à contrà Rio, il y a une vaste butte artificielle à plan carré, d'environ 400 m de côté, qu'on suppose être un ancien camp romain.

### Moyen Âge
On ne sait pratiquement rien du site à l'Antiquité tardive ni au Haut Moyen Âge. Les Lombards ont envahi le nord de l'Italie en 568 et de nombreux vestiges témoignent de leur présence dans la région de Schio, qui faisait alors partie du duché de Vicence.
La plus ancienne mention du toponyme Scledum se trouve dans un document de 983 signé de l'évêque Rodolphe de Vicence et concerne une donation aux moines de Saint-Felix : il y est question d'une curtis située sur la colline de Gorzone, ce qui signale qu'à l'époque  la chapelle de Saint Pierre (la future cathédrale) n'existait pas encore.
Le vicus de Schio s'est développé au cours du XIe siècle en conséquence des défrichements entrepris par les Bénédictins, autour d'un carrefour au croisement des grandes voies commerciales (l'intersection entre la route reliant Magrè à Santorso et celle entre Vicence et Trente à travers la Vallarsa) dénommé Corobbo, à proximité du château et de la cathédrale.
C'est sans doute à la transition du XIe siècle et du XIIe siècle qu'éclata la guerre entre les évêques de Vicence et les comtes de Maltraversi, qui avaient reçu d'eux les fiefs de Malo, de Schio et Santorso à l'est de Leogra, mais qui y usurpaient leurs droits. La confrontation éclata après l'assassinat, en 1184, de l'évêque de Vicence Jean de Sourdis Cacciafronte par un homme de main de Malo nommé Pietro, probablement sur ordre du comte Uguccione. Les affrontements se poursuivirent et le successeur du prélat, l'évêque Pistore, fut assassiné en 1200 près du château de Pievebelvicino lors d'une entrevue avec le comte Uguccione, qui s'était emparé du fief épiscopal. Pour ces méfaits, les Maltraversi furent dépouillés de leurs terres.

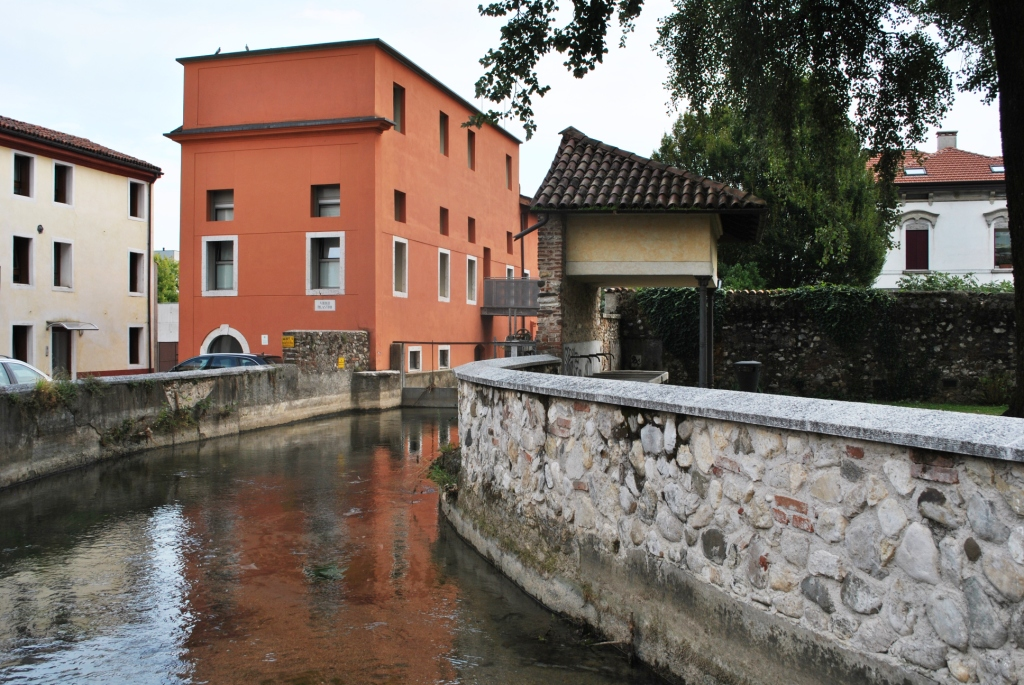
La Roggia Maestra traverse le centre-ville de Schio. Elle a été creusée au XIII par les seigneurs de Maltraversi.

On ignore la date précise de la proclamation de la commune, peut-être dès 1228, mais les premiers documents retrouvés sont datés de 1275 et concernent la confiscation des biens comtaux : la période médiévale fut très agitée d'un point de vue politique.. On fait généralement remonter à cette période le creusement de la Roggia Maestra, canal qui inaugure le développement économique futur de Schio. 
Schio demeurait néanmoins un fief de la famille seigneuriale et suivit le même sort que Vicence à savoir la sujétion aux puissances régionales étrangères : ce furent d'abord les comtes de Maltravers jusqu’au règne d'Ezzelino III da Romano (1236-1259), puis les princes de Scrovegni et de Lemici,, avant que Vicence fût soumise par Padoue (1266-1311).
Au début du XIVe siècle, le règne de la maison Della Scala (1311-1387) fut loin d'être tranquille : les Padouans, après avoir été défaits, dévastèrent tout le pays y compris Schio. La région de Schio devint un fief des seigneurs de Nogarola. L'administration des seigneurs de Nogarola à Schio n'était pas différente de l'ancienne seigneurie féodale : elle n'avait plus pouvoir de juridiction depuis l'octroi de la charte locale, et dépendait de celle de Vicence ; les Nogarola ne pouvaient interférer avec la vie publique et étaient complètement soumis à l'autorité communale. Les terres furent redécoupées et les seigneurs instituèrent un contrôle direct : les princes della Scala déléguaient sur place un capitaine d'armes, placé sous l'autorité d'un gouverneur (vicario) nommé directement par Jean-Galéas sous le règne des Visconti. En 1311 Schio comptait 300 feux, soit à peu près 1 600 à 1 800 habitants.
Vers le milieu du XIVe siècle, sous les règne des Della Scala, Schio devint le siège d'une prévôté comprenant divers pays du fief, aujourd'hui rattachés aux communes d'Arsiero, de Caltrano, de Cogollo, de Laghi, de Lastebasse, de Marano, de Pedemonte, de Piovene Rocchette, de Posina, de San Vito di Leguzzano, de Tonezza, de Torrebelvicino, de Valdastico, de Valli del Pasubio et de Velo d'Astico.
Vers la fin du siècle en ville fut instaurée une éphémère seigneurie (les bourgeois de Schio cherchaient ainsi à s'émanciper du contrôle trop sourcilleux de Vicence) en la personne de Giorgio Cavalli, issu d'une famille noble véronèse qui s'était distinguée sous le règne des della Scala, mais s'était mise en octobre 1387 au service de Venceslas de Luxembourg, et avait proposé ses bons offices à Jean Galéas Visconti pour le faire élever duc de Milan. Simultanément, le 13 octobre 1386 l'empereur attribuait à Giorgio Cavalli l'ancien comté de Santorso, confisqué aux Maltraversi. Jean-Galéas fit reconnaître aux Vicentins la souveraineté de Schio. Outre Schio, les Cavalli obtinrent, moyennant une ferme annuelle de 7 800 florins, le fief de Torre e Pievebelvicino, en reconnaissance de son zèle au service de l'empereur.
Schio demeura fief des Cavalli jusqu'à la fin du règne des Visconti (1387-1404). Mais lorsque Vicence fut cédée à Venise, Giorgio Cavalli renonça au comté et se mit au service de la Sérénissime République. Schio, de la fin du XIVe siècle au début du XVe siècle, comptait approximativement 3 000 habitants.

### Première Guerre mondiale

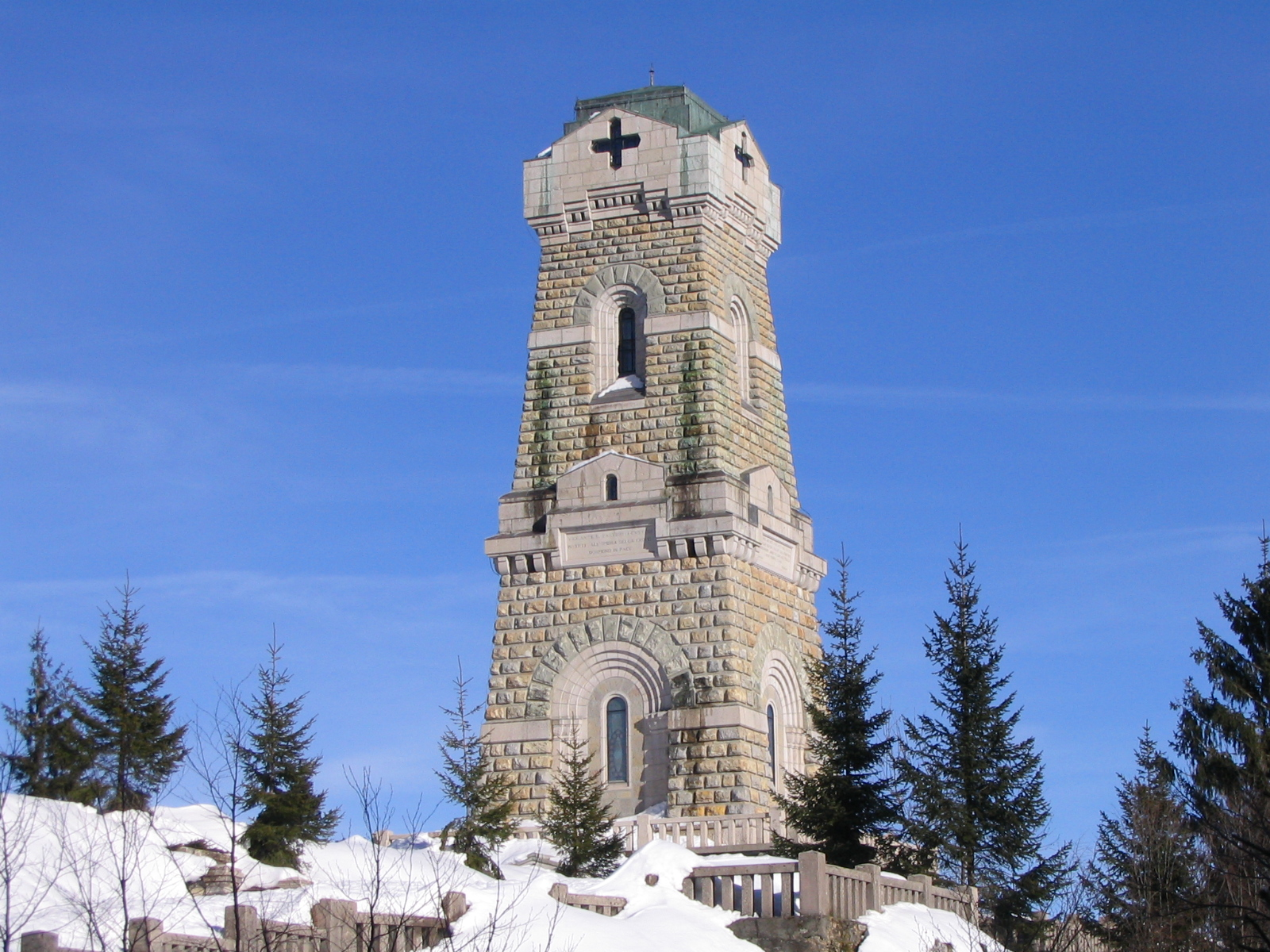
L'ossuaire du Pasubio renferme les dépouilles de plus de 5000 combattants de la Première Guerre mondiale, tombés sur la ligne du Pasubio.

Dès le décret de mobilisation du 23 mai 1915, la province de Vicence fut déclarée zone de guerre et dès le début des affrontements devant le mont Pasubio, Schio et tout le Val Leogra demeurèrent un théâtre d'opération. L'armée italienne attaqua la première, s'emparant promptement des territoires frontaliers autrichiens de la plaine de Pian delle Fugazze et les chasseurs alpins prirent position sur le mont Pasubio. Quant à la ville de Schio, elle était régulièrement bombardée.
Mais au mois de mai 1916, les Autrichiens entreprirent une expédition punitive (Strafexpedition), l'offensive du Trentin. Une résistance héroïque des Italiens sur les monts Pasubio et Novegno permit de tenir en échec l'ennemi, et c'est là l'un des plus grands exploits italiens de cette guerre. À l'été 1916, les commandants italiens entreprirent le creusement d'un système défensif dans ces montagnes, dont l'un des vestiges est la strada delle 52 gallerie. Les Autrichiens, par un travail de sape, parvinrent à miner le fortin italien (Dente italiano).

## Curiosités touristiques
- La filature Rossi, fondée en 1817, devint sous la direction d'Alessandro Rossi la plus grande usine d'Italie. La Fabbrica Alta, imposant bâtiment de cette filature Rossi, a été conçue en 1862 par Auguste Vivroux.
  - La filature Cazzola, aménagée en 1860 pour les filatures Rossi avec la vogue des tissus imprimés ;
  - La filature Conte, viel atelier de 1757, aménagé en plusieurs phases du XVIIIe   au   XIXe siècle ;
- La cimenterie Italcementi, usine de la première révolution industrielle, actuellement en état d'abandon.

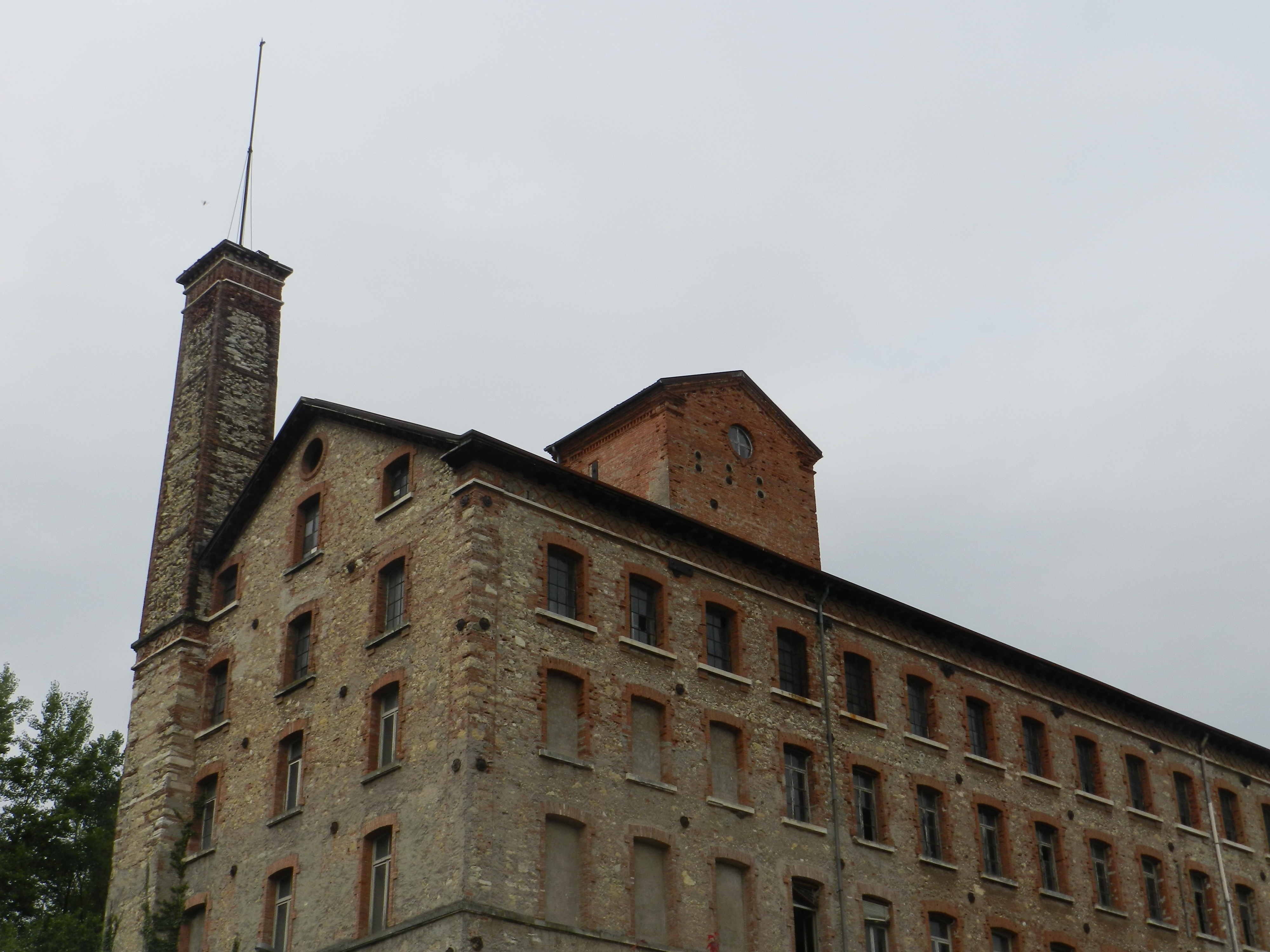
La Fabbrica Alta est le plus ancien atelier des filatures Rossi.

- L'usine Saccardo, sur les coteaux du Tretto, est un établissement de la fin du XVIIIe siècle qui fournissait la filature en petit matériel.
- La filature Bressan, près du hameau de Magrè, est un vieil atelier de travail de la soie, possédant une cheminée en brique
- Le Nuovo quartiere operaio est une des premières cités ouvrières (fin du XVIIIe siècle), située au sud-ouest du centre historique.
- L'Asile Rossi, (1872, agrandi en 1881) est le premier établissement scolaire fondé par Alessandro Rossi
- La Centrale hydroélectrique du Moulin du Poleo (1899), située dans la vallée voisine du village de Poleo, est la plus ancienne centrale de Vénétie.
- Le villino Rossi (1876, agrandi en 1896) est la luxueuse résidence d'un des fils d'Alessandro Rossi. Elle se trouve au centre de la cité ouvrière.
- L'église Saint-François de Schio.
- Le Palais Toaldi Capra.
- L'église de la Sainte Famille.

## Économie
À Schio se trouve le siège de Bft Access Automation, multinationale active dans le secteur de l'automatisation des accès.

## Personnalités

### Personnalités nées à Schio
- Renato Baron (1932-2004), ancien conseiller municipal, qui aurait été témoin à partir de 1985 de nombreuses apparitions de la Vierge Marie et de Jésus, à San Martino de Schio, où s'est développé un important sanctuaire : Regina dell'Amore.
- Pierre Tresso (1893-1943), homme politique, militant communiste, trotskiste.
- Andrea Ferrigato (1969-), cycliste professionnel, ayant notamment remporté le Grand prix de Plouay 1997 et participé à 4 reprises au Tour de France.
- Christian Carlassare (1977-), religieux missionnaire et évêque catholique italien.
- Sammy Basso (1995-2024), biologiste et écrivain italien.

### Autres
- Mario Lanzi, (1914-1980), athlète, mort à Schio.
- Joséphine Bakhita (1869-1947), sainte de l'Église catholique.
- Le cardinal Elia Dalla Costa (1872-1961) a été curé de Schio de 1911 à 1923.

## Administration
| Période                                  | Période  | Identité        | Étiquette       | Qualité |
| ---------------------------------------- | -------- | --------------- | --------------- | ------- |
| 28 juin 2004                             | En cours | Luigi Dalla Via | Centro-Sinistra |         |
| Les données manquantes sont à compléter. |          |                 |                 |         |

### Hameaux
Aste, Cabrelle, Giavenale, Monte Magrè, Piane, Poleo, Santa Caterina, Santa Maria, San Rocco, Sant'Ulderico, Magrè, Liviera, Cà Trenta, Ss. Trinità, Santa Croce

### Communes limitrophes
Marano Vicentino, Monte di Malo, Posina, San Vito di Leguzzano, Santorso, Torrebelvicino, Valdagno, Valli del Pasubio, Velo d'Astico, Zanè

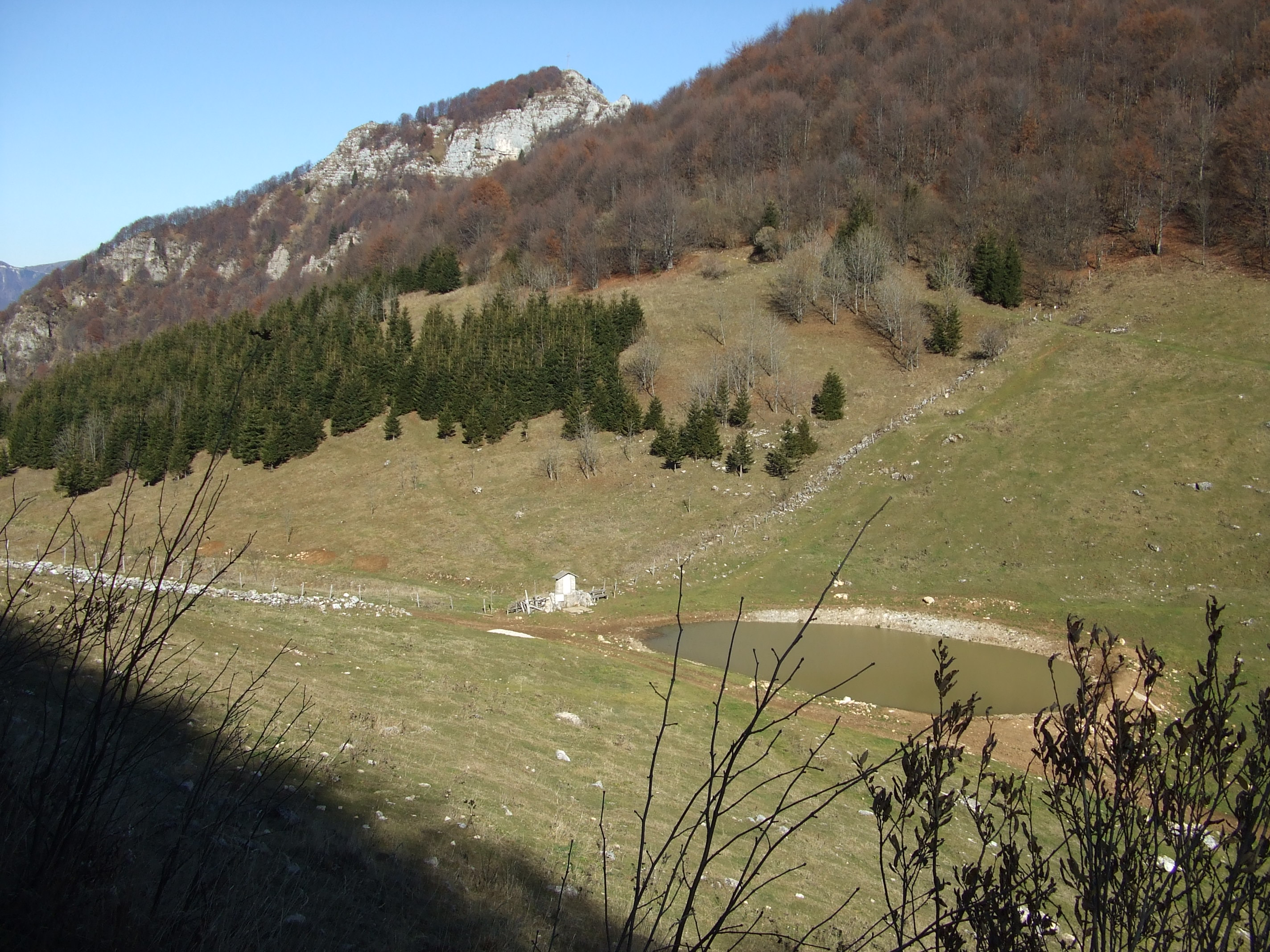
Le Mont Novegno au nord de Schio.

### Évolution démographique
Habitants recensés

## Jumelages
- Landshut (Allemagne) depuis 1981
- Kaposvár (Hongrie) depuis 1990
- Pétange (Luxembourg) depuis 1992